# Brian Turner
Brian Alfred Turner (East Ham, London, 1949. július 31. – ) új-zélandi válogatott labdarúgó. 

## Pályafutása

### Klubcsapatban
Angliában született, de még diatalon Új-Zélandra költözött a családjával. 1966-ban kezdte a pályafutását a Ponsonby és az Eden csapatánál. 1968-ban visszatért Angliába a Chelsea-hez, de nem lépett pályára egyetlen mérkőzésen sem. 1969-ben a Portsmouth szerződtette, ahol egy évet töltött és távozott a Brentfordhoz, melynek 1970 és 1972 között volt a tagja. 1972-ben visszaköltözött Új-Zélandra. 1972 és 1980 között a Mount Wellington játékosa volt, melynek színeiben négy alkalommal (1972, 1974, 1979, 1980) nyerte meg az új-zélandi bajnokságot. 1981-ben Ausztráliába szerződött, ahol előbb a Blacktown City, majd a Wollongong Wolves csapatában szerepelt. Később játszott még a Gisborne City (1982), a Papatoetoe (1983), a Mount Wellington (1984–85), az Eden AFC (1986) és a Bay Olympic (1987–88) együttesében.  

### A válogatottban
1967 és 1982 között 59 alkalommal szerepelt az új-zélandi válogatottban és 21 gólt szerzett. 1967. november 5-én mutatkozott be egy Ausztrália elleni 5–3-as vereség alkalmával. Tagja volt az 1973-ban OFC-nemzetek kupáját nyerő válogatott keretének. Az 1982-es világbajnokság selejtezőiben kilenc góllal kulcsszerepet vállalt abban, hogy Új-Zéland kijutott története első világbajnokságára. A tornán azonban csak a Brazília elleni csoportmérkőzés végén kapott lehetőséget csereként beállva. Skócia és a Szovjetunió ellen nem lépett pályára

## Sikerei, díjai
Mount Wellington
- Új-zélandi bajnok (4): 1972, 1974, 1979, 1980

Új-Zéland
- OFC-nemzetek kupája győztes (1): 1973